# Semomesia macaris
Semomesia macaris is een vlindersoort uit de familie van de prachtvlinders (Riodinidae), onderfamilie Riodininae.
Semomesia macaris werd in 1859 beschreven door Hewitson.